# Hải lưu Tây Greenland

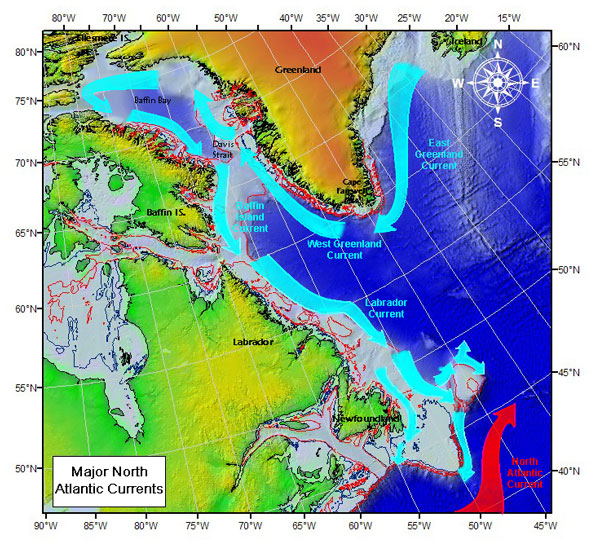
Hải lưu Tây Greenland

Hải lưu Tây Greenland là một hải lưu yếu và nước lạnh chảy về phía bắc, dọc theo vùng duyên hải phía tây Greenland. Hải lưu này là kết quả của chuyển động của nước chảy quanh điểm cực nam của Greenland sinh ra bởi hải lưu Đông Greenland.